# Петровское (Орловская область)
Петро́вское — деревня в составе Черемошёнского сельского поселения Мценского района Орловской области России. До образования Мценского района входила в состав Новосильского уезда Тульской губернии.

## География
Деревня расположена в крутой излучине на берегу Зуши и ручья Плесеевки в 2 км от автодороги Новосиль — Мценск, в 6 км от сельского административного центра села Черемошны.

## Название
Название поселения как и его владельцы много раз менялось. Зуша — название по гидрониму, Петровка — по фамилии или скорее всего от имени владельца, Пожогина — от фамилии. Деревня могла иметь одновременно двух и более землевладельцев.   

## История
В 1778 году производилось межевание сельца Петровское владения Петра Иванова Новосильцова и Александра Ивановича Глебова. На противоположном берегу Зуши в сельце Елизаветиной (Елисаветинская Слобода) находился господский дом владельцев поселения Петровского, где в 1862 году на средства помещика Н. К. Войт была построена каменная церковь во имя св. Дмитрия митрополита Ростовского с двумя приделами: св. Николая и Скорбящей Божьей Матери. Территориально церковь находилась в Елизаветинке, но статус села утвердился за Петровским. Приход состоял из самого села и деревень: Елисаветинской Слободы (Елизаветинка), Большой и Малой Слобод (выселки из Петровского) и Хоборовки (Хабаровки). При церкви с 1872 года существовала земская школа.

## Население
| 2010 |
| ---- |
| 13   |

В 1915 году в Петровском имелось (вместе с Большой и Малой Слободами) 127 крестьянских дворов и 794 жителей